# Goverla
Goverla (ukrajinsko, rusinsko in rusko Говерла; madžarsko Hóvár), višine 2061 m, je del Karpatov in najvišja gora v Ukrajini. Gora je v Vzhodnih Beskidih v pogorju Čornogora. Pobočja so pokrita z bukovimi in smrekovimi gozdovi, nad katerimi je pas subalpskih travnikov, ki jih v ukrajinščini imenujejo Polonina. Na vzhodnem pobočju je glavni izvir reke Prut. Ime je madžarskega izvora in pomeni 'snežna trdnjava'. Goverla je sestavljena iz peščenjakov, sedimentne kamnine.
Datum prvega vzpona ni znan. Konec 19. stoletja je gora postala pomembna turistična atrakcija, zlasti med turisti iz bližnjih mest Galicije. Leta 1880 je Leopold Wajgel Galicijskega Društva Tatra označil prvo pot med vrhoma Goverla in Krasni Lug. Naslednje leto je bilo tam ustanovljeno prvo turistično zavetišče.
V 20. stoletju je gora vse bolj postajala priljubljena kot kraj ekstremnih športov. Nekatere poti so po sovjetskem sistemu razvrščene kot 1a v zimskem obdobju (od pozne jeseni do maja). Dandanes zaradi svoje priljubljenosti preveč neizkušenih poskuša plezati pozimi, kar ima za posledico pogosto ozebline ali celo smrt. Najbolj priljubljen pristop k vrhu se začne od Zarosljaka na vzhodni steni gore in se dvigne po strmi poti z nekaj serpentinami 1100 metrov do vrha. Obstajata tudi bolj strma pot (označena z modrimi znaki) in bolj položna, vendar daljša (označena z zeleno).
Oktobra 2007 je Evroazijska Mladinska Zveza - povezana s s skrajno desno prorusko Evrazijsko stranko - vandalizirala uradne državne simbole Ukrajine, postavljene na vrh Goverle.